# Matías Fernández
Matías Fernández (* 15. května 1986 Buenos Aires, Argentina) je bývalý chilský fotbalový záložník. V roce 2006 byl vyhlášen nejlepším fotbalistou Chile  a dokonce též nejlepším fotbalistou Jižní Ameriky (v anketě El País).

## Reprezentační kariéra
S chilskou reprezentací hrál na mistrovství světa v JAR roku 2010. K roku 2013 za národní tým odehrál 57 utkání a vstřelil 14 gólů.
S chilským národním týmem vyhrál jihoamerické mistrovství Copa América 2015, což znamenalo historicky první titul pro Chile.

## Přestupy
- z Colo-Colo do FC Villareal za 8 700 000 Euro
- z FC Villareal do Sporting Lisabon za 4 100 000 Euro
- z Sporting Lisabon do ACF Fiorentina za 3 140 000 Euro
- z ACF Fiorentina do AC Milán za 800 000 Euro (hostování)
- z ACF Fiorentina do Club Necaxa zadarmo

## Statistiky
| Sezóna               | Klub                 | Liga                 | Liga   | Liga | Ligové poháry | Ligové poháry | Ligové poháry | Kontinentální poháry | Kontinentální poháry | Kontinentální poháry | Celkem | Celkem |
| Sezóna               | Klub                 | Soutěž               | Zápasy | Góly | Soutěž        | Zápasy        | Góly          | Soutěž               | Zápasy               | Góly                 | Zápasy | Góly   |
| -------------------- | -------------------- | -------------------- | ------ | ---- | ------------- | ------------- | ------------- | -------------------- | -------------------- | -------------------- | ------ | ------ |
| 2003/04              | Colo-Colo            | Primera División     | 23     | 8    | -             | 0             | 0             | -                    | 0                    | 0                    | 23     | 8      |
| 2004/05              | Colo-Colo            | Primera División     | 29     | 9    | -             | 0             | 0             | PO                   | 1                    | 0                    | 30     | 9      |
| 2005/06              | Colo-Colo            | Primera División     | 30     | 20   | -             | 0             | 0             | PO                   | 14                   | 10                   | 44     | 30     |
| 2006/07              | Villarreal           | Primera División     | 20     | 1    | ŠP            | 2             | 0             | -                    | 0                    | 0                    | 22     | 1      |
| 2007/08              | Villarreal           | Primera División     | 30     | 3    | ŠP            | 3             | 0             | EL                   | 6                    | 0                    | 39     | 3      |
| 2008/09              | Villarreal           | Primera División     | 21     | 3    | ŠP            | 2             | 0             | LM                   | 7                    | 0                    | 30     | 3      |
| Celkem za Villarreal | Celkem za Villarreal | Celkem za Villarreal | 71     | 7    | -             | 7             | 0             | -                    | 13                   | 0                    | 91     | 7      |
| 2009/10              | Sporting             | Primeira Liga        | 28     | 3    | PP+PLP        | 3+3           | 1+0           | LM+EL                | 4+9                  | 0+1                  | 47     | 5      |
| 2010/11              | Sporting             | Primeira Liga        | 21     | 5    | PP+PLP        | 1+2           | 0             | EL                   | 6                    | 2                    | 30     | 7      |
| 2011/12              | Sporting             | Primeira Liga        | 20     | 4    | PP+PLP        | 5+3           | 0             | EL                   | 11                   | 3                    | 39     | 7      |
| Celkem za Sporting   | Celkem za Sporting   | Celkem za Sporting   | 69     | 12   | -             | 17            | 1             | -                    | 30                   | 6                    | 116    | 19     |
| 2012/13              | Fiorentina           | Serie A              | 22     | 1    | IP            | 3             | 0             | -                    | 0                    | 0                    | 25     | 1      |
| 2013/14              | Fiorentina           | Serie A              | 23     | 3    | IP            | 5             | 0             | EL                   | 10                   | 0                    | 38     | 3      |
| 2014/15              | Fiorentina           | Serie A              | 29     | 2    | IP            | 4             | 0             | EL                   | 8                    | 0                    | 41     | 2      |
| 2015/16              | Fiorentina           | Serie A              | 22     | 1    | IP            | 0             | 0             | EL                   | 5                    | 0                    | 27     | 1      |
| Celkem za Fiorentinu | Celkem za Fiorentinu | Celkem za Fiorentinu | 96     | 7    | -             | 12            | 0             | -                    | 23                   | 0                    | 131    | 7      |
| 2016/17              | Milán                | Serie A              | 13     | 1    | IP+IS         | 0+0           | 0             | -                    | 0                    | 0                    | 13     | 1      |
| 2017/18              | Mecaxa               | Liga MX              | 20     | 1    | MP+SM         | 4+1           | 1+0           | -                    | 0                    | 0                    | 25     | 2      |
| 2018/19              | Mecaxa               | Liga MX              | 17     | 3    | MP            | 0             | 0             | -                    | 0                    | 0                    | 17     | 3      |
| Celkem za Mecaxu     | Celkem za Mecaxu     | Celkem za Mecaxu     | 37     | 4    | -             | 5             | 1             | -                    | 0                    | 0                    | 42     | 5      |
| 2019                 | Atlético Junior      | Categoría Primera A  | 11     | 1    | KP            | 1             | 1             | PO                   | 3                    | 0                    | 15     | 2      |
| 2020                 | Colo-Colo            | Primera División     | 19     | 0    | ChP           | 2             | 0             | -                    | 0                    | 0                    | 21     | 0      |
| Celkem za Colo Colo  | Celkem za Colo Colo  | Celkem za Colo Colo  | 101    | 37   | -             | 2             | 0             | -                    | 15                   | 10                   | 118    | 47     |
| 2021                 | La Serena            | Primera División     | 27     | 2    | ChP           | 2             | 1             | -                    | 0                    | 0                    | 29     | 3      |
| 2022                 | La Serena            | Primera División     | 12     | 1    | -             | 0             | 0             | -                    | 0                    | 0                    | 12     | 1      |
| Celkem za La Serena  | Celkem za La Serena  | Celkem za La Serena  | 39     | 3    | -             | 2             | 1             | -                    | 0                    | 0                    | 41     | 4      |
| Celkově              | Celkově              | Celkově              | 437    | 72   | -             | 45            | 4             | -                    | 85                   | 16                   | 567    | 92     |

## Úspěchy

### Klubové
- vítěz chilské ligy (2x)

Colo Colo: 2006–Apertura, 2006–Clausura
- vítěz italského superpoháru (1x)

Milán: 2016

### Reprezentační
- 1× na MS (2010)
- 3× na CA (2007, 2011, 2015 - zlato)
- 1× na MS 20 let (2005)
- 1× na MJA 20 let (2005)

### Individuální
- 1× Fotbalista roku Jižní Ameriky (2006)
- 1× Fotbalista roku Chile (2006)